# Jaskinia Dwuotworowa w Iwanówce
Jaskinia Dwuotworowa w Iwanówce – jaskinia w Dolinie Chochołowskiej w Tatrach Zachodnich. Ma dwa otwory wejściowe położone nad Doliną Iwaniacką, w skałach zachodniej części Kominiarskiego Wierchu, w górnej części Szerokiego Żlebu, na wysokościach 1672 i 1675 metrów n.p.m. Długość jaskini wynosi 27,5 metra, a jej deniwelacja 7 metrów.

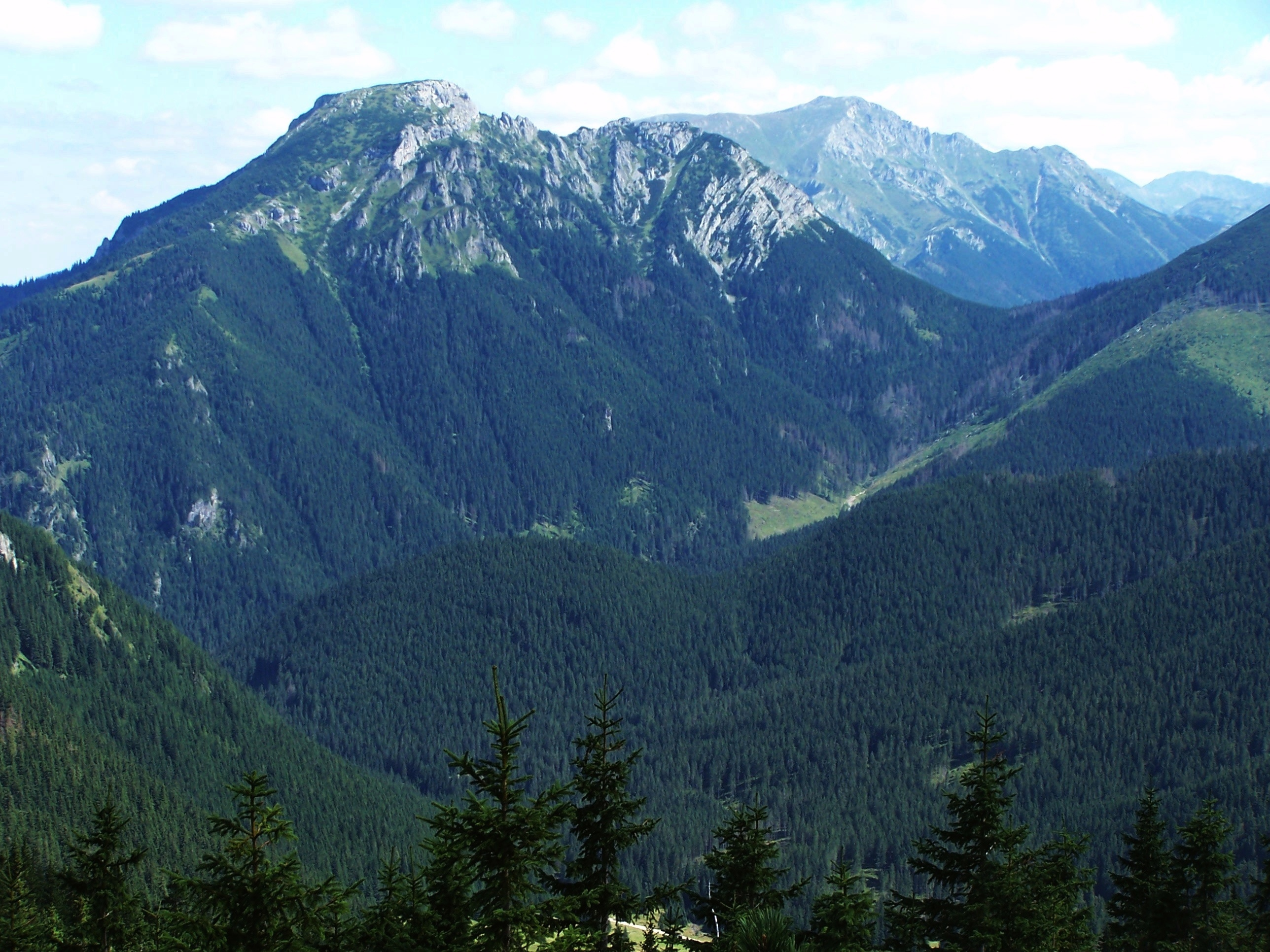
Dolina Iwaniacka. W głębi Kominiarski Wierch

## Opis jaskini
Jaskinię stanowi korytarz kończący się niedostępną szczeliną, do którego prowadzą z powierzchni dwa otwory. Zaczyna się on w otworze dolnym, natomiast do otworu górnego idzie wąski ciąg mający swój początek w korytarzu, 4 metry od otworu dolnego. Wiedzie on przez próg o wysokości 1,3 metra do prostopadłego korytarzyka, który doprowadza do otworu górnego.

## Przyroda
W jaskini występują nacieki grzybkowe. Ściany są wilgotne. Światło sięga do 8 metrów w jej głąb.
Przy otworze rosną porosty, mchy i paprocie.

## Historia odkryć
Jaskinia prawdopodobnie służyła w dawnych latach jako schron dla pasterzy. Jej położenie wskazał grotołazom poznańskim T. Mączka, leśniczy z Doliny Chochołowskiej. W 1985 roku jaskinia została przez nich zbadana. W 1986 roku W.W. Wiśniewski sporządził pierwszy plan jaskini.